# Lê Nam Trà
Lê Nam Trà  là một doanh nhân Việt Nam, nguyên Chủ tịch công ty MobiFone.
Ông Lê Nam Trà sinh năm 1961.
Năm 1989, ông đầu quân cho Tập đoàn Bưu chính Viễn thông Việt Nam
Năm 1994, ông Lê Nam Trà được phân công về Công ty Thông tin Di động VM.
Ngày 12/8/2014, ông Lê Nam Trà trở thành Tổng giám đốc Công ty Mobifone
Ngày 11/12/2014, ông này nắm giữ chức vụ Tổng giám đốc Tổng công ty Mobifone, sau khi nâng cấp Mobifone thành Tổng công ty.
Cuối tháng 12/2014, ông kiêm nhiệm chức Chủ tịch Mobifone thay người tiền nhiệm nghỉ hưu
Tới tháng 4/2015, ông chính thức làm Chủ tịch HĐTV Mobifone.
Ngày 7/6/2017, ông Lê Nam Trà bị điều chuyển chức vụ về công tác tại Văn phòng Bộ Thông tin Truyền thông.
Theo thông báo của Ủy ban Kiểm tra Trung ương, ông Lê Nam Trà vừa bị khai trừ Đảng vì liên quan sai phạm vụ Mobifone mua 95% cổ phần AVG.
Thông báo của Ủy ban Kiểm tra Trung ương vừa phát chiều 30/6 nêu rõ: Thi hành kỷ luật bằng hình thức khai trừ ra khỏi Đảng đối với ông Lê Nam Trà, nguyên Ủy viên Ban Chấp hành Đảng bộ Khối doanh nghiệp Trung ương, nguyên Bí thư Đảng ủy, Chủ tịch Hội đồng thành viên Tổng công ty Mobifone và ông Phạm Đình Trọng, Đảng ủy viên, Bí thư Chi bộ, Vụ trưởng Vụ Quản lý doanh nghiệp, Bộ Thông tin và Truyền thông.
1. ↑  “Ông Lê Nam Trà là ai, đường quan lộ thần tốc của ông Lê Nam Trà”. VTC News.

Bị bắt vì tội nhận hối lộ vào cuối năm 2019